# Ellsworth Jerome Hill
Ellsworth Jerome Hill (1833-1917) est un pasteur, professeur et botaniste américain. 

## Sources
- (en) Albert E. Hill et Agnes Chase, The Bryologist, vol. 20, t. 3, mai 1917 (lire en ligne), p. 39-41.